# Pentina flammans
Pentina flammans är en fjärilsart som beskrevs av George Francis Hampson 1906. Pentina flammans ingår i släktet Pentina och familjen Thyrididae. Inga underarter finns listade i Catalogue of Life.